# Adventures in Baby-Getting
Adventures in Baby-Getting (с англ. — «Риски завести детей») — третий эпизод двадцать четвёртого сезона мультсериала «Симпсоны». Выпущен 4 ноября 2012 года в США на телеканале «FOX».

## Пролог
2012 год. Гомер идёт на голосование. Из кандидатов он выбирает Митта Ромни. Тут же Гомер узнаёт страшную правду о Ромни, но его засасывают в трубу и отправляют в Китай на фабрику флагов. Там к нему ещё попадает Нед Фландерс, к недовольству Гомера.

## Сюжет
Ленивый Гомер не хочет чинить капающий кран на улице, из-за чего под городом образуется пещера, заполненная водой. Асфальт города не выдерживает, и машина Мардж проваливается под город. Симпсоны покупают новый автомобиль, но он почему-то раздражает Мардж, и та приходит к выводу, что хочет четвёртого ребёнка, что приводит Гомера в замешательство. В это время Барт находит загадочные послания для Лизы и считает, что та что-то скрывает. Он вместе с друзьями следит за ней.

## Интересные факты и отсылки
- Марка новой машины Симпсонов - Тиссан, что является отсылкой к известной японской фирме Ниссан.
- Когда капля падает в подземное озеро, то можно увидеть Симпсонов, какими они были в «Шоу Трейси Ульман». Также там можно увидеть скелет пещерного человека, оседлавшего динозавра.
- Первоначально эпизод планировался выйти 21 октября, но из-за бейсбольной игры показ перенесли на 4 ноября.
- Название эпизода отсылается на фильм «Приключения приходящей няни».
- Название новости про яму — отсылка на Синко де Майо.
- На номерном знаке новой машины Мардж написано PABF18, что также является производственным кодом эпизода.
- Название ресторана «Крадущаяся панда, затаившийся рулет» — пародия на фильм «Крадущийся тигр, затаившийся дракон».
- На портрете семерняшек второй справа подозрительно похож на Игнара из Футурамы.
- В этой серии появляется отец Майк.